# 管叔鮮
管叔鮮（？—前1039年），姬姓，名鲜，又称管叔、关叔。是西周初年管国的唯一一任君主。是周武王的弟弟，周文王第三子，周成王叔。管叔鮮和蔡叔度、霍叔处并称周初三监，監護殷商的頑軍遺民，後發動三監之亂反對其弟周公旦，之後事敗被殺。

## 生平
周武王十二年（公元前1046年），商朝灭亡。第二年（公元前1045年）封管叔鲜于管邑（今郑州市老城区），所以，管叔鲜亦称管叔或关叔，又称叔鲜。武王给了他“相纣子武庚禄父，治殷遗民”的使命。
周成王元年（公元前1042年），天子年幼繼位，周公旦摄政。管叔鲜怀疑周公对自己不利，與蔡叔度、霍叔处、武庚等諸侯發動三監之亂，號稱清君側，引起周公东征。经过三年的战争，兵败被杀。后来周朝没有复立他的后人恢复管国。一说其后人以管为氏。

## 家庭
- 父，周文王
- 母，太姒
- 長兄伯邑考，早卒
- 次兄周武王發
- 四弟周文公旦
- 五弟蔡叔度
- 六弟郕叔武
- 七弟霍叔處
- 八弟衛康叔
- 九弟毛叔鄭
- 十弟冉季載
- 十一弟郜叔
- 十二弟雍伯
- 十三弟曹叔振鐸
- 十四弟错叔绣
- 十五弟畢公高
- 十六弟原伯
- 十七弟酆侯
- 十八弟郇伯